# Lista de futebolistas do Clube de Regatas do Flamengo convocados para a Copa do Mundo FIFA
Esta é uma lista de jogadores que, na época em que vestiam a camisa do Flamengo, foram convocados para defender seus respectivos países em uma Copa do Mundo.
Pelos termos da FIFA, todo clube tem direito a um montante monetário por cada atleta cedido para a disputa da maior competição do futebol. Para se ter uma ideia, em 2018, a entidade pagou R$ 28 mil por dia por cada atleta aos clubes que tiveram atletas convocados para disputar a Copa da Russia.

## Histórico

### Seleção Brasileira
Com relação à Seleção Brasileira, segundo uma pesquisa realizada em 2010 por Marcelo Leme de Arruda, o Flamengo era o time com maior número de atletas cedidos ao selecionado canarinho (incluindo jogos oficiais e não-oficiais) desde o primeiro jogo da equipe, em 1914. Em 2017, o jornal Lance! fez um levantamento similar, mas que contabilizou apenas jogos oficiais, e confirmou novamente a liderança ao Flamengo.
Em se tratando especificamente de Copas do Mundo, o Flamengo aparece em quarto no ranking, tendo cedido, ao todo, 33 jogadores para a Seleção Brasileira, que marcaram, ao todo, 19 gols. É o Flamengo o time que cedeu jogadores para o Brasil em mais Copas: 17, ausentando-se somente em 1962, 2006, 2014 e 2018. Além disso, de acordo com um levantamento feito pelo GloboEsporte.com que abrangeu até a Copa de 2018, o Flamengo aparece na 2ª posição entre os clubes que mais cederam atletas titulares para o Brasil em Copas do Mundo. Seus atletas somaram um total de 88 partidas desde o pontapé inicial.
Das cinco copas conquistadas pelo Brasil, o Flamengo teve representantes em quatro (exceção foi a de 1962). Os campeões mundiais pela Seleção Brasileira foram: Zagallo, Moacir, Joel e Dida em 1958, Brito em 1970, Gilmar em 1994 e Juninho Paulista em 2002. Estes sete jogadores dão ao Flamengo a sexta posição no ranking de clubes brasileiros com mais campeões mundiais.
Em 2010, apenas três clubes brasileiros cederam jogadores a seleção (a menor na história, até então), entre eles o Flamengo, representado pelo volante Kléberson.
Na Copa do Mundo de 1958, os jogadores Evaristo e Índio faziam parte da lista preliminar para a Copa, mas acabaram não sendo chamados para a lista final. O mesmo aconteceu mais 2 vezes: a primeira com Romário, em 1998, que foi cortado a poucos dias da estreia da seleção na Copa, por conta de uma lesão, e a segunda com Lucas Paquetá, que apareceu na lista dos 12 suplentes escolhidos por Tite para a Copa de 2018. Um outro fato curioso aconteceu em 2002, com o zagueiro paraguaio Gamarra, que, à época de sua convocação, pertencia ao Flamengo, mas estava emprestado ao AEK Atenas, da Grécia.
Moderato, foi o primeiro jogador do Flamengo a marcar um gol em Copas. O jogador do Flamengo que mais atuou numa mesma edição foi Júnior Baiano em 1998, na França, onde participou de todas as partidas do Brasil naquele mundial. Zico é o jogador do Flamengo que mais fez partidas em Copas, com quatorze jogos no total (oito partidas como titular e seis quando entrou como reserva. No total, o Galinho marcou cinco gols e deu cinco assistências).
Com relação aos clubes que mais revelaram jogadores que foram convocados para a Seleção Brasileira em uma Copa do Mundo, a liderança é do Flamengo, com 37 convocações de 26 jogadores (até 2022). Os jogadores revelados são: Paulo Henrique, Gerson (duas vezes), Renato, César Maluco, Zico (três vezes), Leandro, Júnior (duas vezes), Roberto, Moacyr, Dida, Zizinho, Mozer, Aldair (três vezes), Jorginho (duas vezes), Tita, Zinho, Júnior Baiano, Gonçalves, Leonardo (duas vezes), Júlio Cesar (três vezes), Juan (duas vezes), Adriano, Felipe Melo, Renato Augusto, Vinícius Junior e Lucas Paquetá.
Por fim, com relação a clubes que mais forneceram gols para o Brasil em Copas, o Flamengo aparece na 3a posição, com 18 gols, sendo 7 do Leônidas da Silva, 5 do Zico, 2 do Moderato, 2 do Sócrates, 1 do Júnior, e 1 do Júnior. E mais um detalhe é que o primeiro artilheiro do Brasil em Copas do Mundo foi o Leônidas da Silva.

### Seleções Estrangeiras
Sobre as seleções de outros países, em 2010 o meia chileno Gonzalo Fierro tornou-se o primeiro jogador estrangeiro a defender a sua seleção na Copa do Mundo enquanto era jogador do Flamengo. Porém, o jogador não fez uma única partida naquele Mundial. Quatro anos mais tarde, o zagueiro equatoriano Frickson Erazo fez história ao ser o primeiro jogador estrangeiro do Flamengo a disputar uma partida numa Copa do Mundo.
Em 2018, o volante colombiano Gustavo Cuéllar chegou a figurar na pre-lista de 35 convocados para a Copa, mas acabou não sendo chamado para a lista final de 23 jogadores.
Também em 2018, o peruano Paolo Guerrero tornou-se o primeiro jogador do Flamengo a marcar gol em uma Copa do Mundo por uma seleção estrangeira.
Uma outra curiosidade é que, também em 2018, 2 jogadores que jogaram nas divisões de base do Flamengo (por pouco tempo, é verdade), jogaram a Copa do Mundo FIFA de 2018 pela Seleção Espanhola, fazendo deles os primeiros jogadores a atuar na base do Flamengo e jogar uma Copa do Mundo por uma Seleção Estrangeira: trata-se do meia Thiago Alcántara e do atacante Rodrigo Moreno.

## Curiosidades
- Segundo um levantamento da revista Veja, o Flamengo é o clube que mais cedeu jogadores à Seleção Brasileira para disputar uma Copa do Mundo. Ao longo da história, 87 jogadores que vestiram ao menos uma vez em suas carreiras a camisa rubro-negra defenderam a seleção brasileira em alguma Copa.[16]

## Jogadores convocados
Estes foram os jogadores de futebol convocados:[carece de fontes?]
| Edição | #   | Jogador           | Posição (à época) | Jogos | Gols |
| ------ | --- | ----------------- | ----------------- | ----- | ---- |
| 1930   | 1.  | Araken Patusca    | atacante          | 0     | 0    |
| 1930   | 2.  | Benevenuto        | meia              | 0     | 0    |
| 1930   | 3.  | Moderato          | Atacante          | 1     | 2    |
| 1938   | 4.  | Walter            | Goleiro           | 3     | -4   |
| 1938   | 5.  | Domingos da Guia  | Zagueiro          | 4     | 0    |
| 1938   | 6.  | Leônidas da Silva | Atacante          | 5     | 7    |
| 1950   | 7.  | Juvenal           | Zagueiro          | 6     | 0    |
| 1950   | 8.  | Bigode            | Meia              | 5     | 0    |
| 1954   | 9.  | Dequinha          | Volante           | 0     | 0    |
| 1954   | 10. | Rubens            | Meia              | 0     | 0    |
| 1954   | 11. | Índio             | Atacante          | 1     | 0    |
| 1958   | 12  | Joel              | Atacante          | 2     | 0    |
| 1958   | 13  | Moacir            | Meia              | 0     | 0    |
| 1958   | 14. | Dida              | Atacante          | 1     | 0    |
| 1958   | 15  | Zagallo           | Atacante          | 1     | 1    |
| 1966   | 16. | Paulo Henrique    | Lateral-esquerdo  | 2     | 0    |
| 1966   | 17. | Silva Batuta      | Atacante          | 1     | 0    |
| 1970   | 18. | Brito             | Zagueiro          | 6     | 0    |
| 1974   | 19. | Renato            | Goleiro           | 0     | 0    |
| 1974   | 20. | Paulo Cézar Caju  | Atacante          | 5     | 0    |
| 1978   | 21. | Toninho Baiano    | Lateral           | 6     | 0    |
| 1978   | 22. | Zico              | Meia              | 6     | 1    |
| 1982   | 23  | Leandro           | Lateral-direito   | 5     | 0    |
| 1982   | 24. | Júnior            | Lateral-esquerdo  | 5     | 1    |
| 1982   | 25. | Zico              | Meia              | 5     | 4    |
| 1986   | 26. | Sócrates          | Meia              | 5     | 2    |
| 1986   | 27. | Zico              | Meia              | 3     | 0    |
| 1990   | 28. | Zé Carlos         | Goleiro           | 0     | 0    |
| 1990   | 29. | Renato Gaúcho     | Atacante          | 1     | 0    |
| 1994   | 30. | Gilmar            | Goleiro           | 0     | 0    |
| 1998   | 31. | Júnior Baiano     | Zagueiro          | 7     | 0    |
| 1998   | 32. | Zé Roberto        | Lateral-esquerdo  | 1     | 0    |
| 2002   | 33. | Juninho Paulista  | Meia              | 5     | 0    |
| 2010   | 34. | Kléberson         | Meia              | 1     | 0    |
| 2010   | 35. | Gonzalo Fierro    | Meia              | 0     | 0    |
| 2014   | 36. | Frickson Erazo    | Zagueiro          | 2     | 0    |
| 2018   | 37. | Miguel Trauco     | Lateral-esquerdo  | 3     | 0    |
| 2018   | 38. | Paolo Guerrero    | Atacante          | 3     | 1    |
| 2022   | 39. | Everton Ribeiro   | Meia              | 1     | 0    |
| 2022   | 40. | Pedro             | Atacante          | 2     | 0    |
| 2022   | 41. | Guillermo Varela  | Lateral-direito   | 2     | 0    |
| 2022   | 42. | De Arrascaeta     | Meia              | 2     | 2    |

### Total
| Edição | Jogadores | Gols |
| ------ | --------- | ---- |
| 1930   | 3         | 2    |
| 1934   | 0         | 0    |
| 1938   | 3         | 7    |
| 1950   | 2         | 0    |
| 1954   | 3         | 0    |
| 1958   | 4         | 1    |
| 1962   | 0         | 0    |
| 1966   | 2         | 0    |
| 1970   | 1         | 0    |
| 1974   | 2         | 0    |
| 1978   | 2         | 1    |
| 1982   | 3         | 5    |
| 1986   | 2         | 2    |
| 1990   | 2         | 0    |
| 1994   | 1         | 0    |
| 1998   | 2         | 0    |
| 2002   | 1         | 0    |
| 2006   | 0         | 0    |
| 2010   | 2         | 0    |
| 2014   | 1         | 0    |
| 2018   | 2         | 1    |
| 2022   | 4         | 2    |
| Total  | 42        | 21   |

### Jogadores com mais partidas
| #  | Jogador        | Nº jogos | Copa             |
| -- | -------------- | -------- | ---------------- |
| 1º | Zico           | 14       | 1978, 1982, 1986 |
| 2º | Júnior Baiano  | 7        | 1998             |
| 3º | Brito          | 6        | 1970             |
| 3º | Juvenal        | 6        | 1950             |
| 3º | Toninho Baiano | 6        | 1978             |
| 3º | Zagallo        | 6        | 1958             |

### Artilharia
| #  | Jogador           | Gols | Copa             |
| -- | ----------------- | ---- | ---------------- |
| 1º | Leônidas da Silva | 7    | 1938             |
| 2º | Zico              | 5    | 1978, 1982, 1986 |
| 3º | Moderato          | 2    | 1930             |
| 3º | Sócrates          | 2    | 1986             |
| 3º | De Arrascaeta     | 2    | 2022             |
| 6º | Zagallo           | 1    | 1958             |
| 6º | Júnior            | 1    | 1982             |
| 6º | Paolo Guerrero    | 1    | 2018             |

## Técnicos
Treinadores da Seleção Brasileira em Copa do Mundo com passagem pelo Flamengo:
| Copa | Treinador           | Colocação        | Anos em que treinou o Flamengo                   |
| ---- | ------------------- | ---------------- | ------------------------------------------------ |
| 1930 | Píndaro de Carvalho | 1ª fase          | 1912–1916, 1917–1922 (jogador)                   |
| 1950 | Flávio Costa        | Vice-campeão     | 1934–1937, 1938–1945, 1946, 1951–1952, 1962–1965 |
| 1954 | Zezé Moreira        | Quartas de final | 1935–1936 (jogador)                              |
| 1962 | Aymoré Moreira      | Campeão          | 1967–1968                                        |
| 1970 | Zagallo             | Campeão          | 1972–1973, 1984–1985, 2000–2001                  |
| 1974 | Zagallo             | 4º lugar         | 1972–1973, 1984–1985, 2000–2001                  |
| 1978 | Cláudio Coutinho    | 3º lugar         | 1976–1977, 1978–1980                             |
| 1982 | Telê Santana        | 2ª fase          | 1988–1989                                        |
| 1986 | Telê Santana        | Quartas de final | 1988–1989                                        |
| 1990 | Sebastião Lazaroni  | Oitavas de final | 1985–1987                                        |
| 1998 | Zagallo             | Vice-campeão     | 1972–1973, 1984–1985, 2000–2001                  |

## Ver Também
- Lista de times que mais cederam jogadores à Seleção Brasileira em Copas do Mundo